# Arachalur
Arachalur é uma panchayat (vila) no distrito de Erode , no estado indiano de Tamil Nadu.

## Demografia
Segundo o censo de 2001,  Arachalur  tinha uma população de 12,313 habitantes. Os indivíduos do sexo masculino constituem 50% da população e os do sexo feminino 50%. Arachalur tem uma taxa de literacia de 57%, inferior à média nacional de 59.5%; com 57% para o sexo masculino e 43% para o sexo feminino. 8% da população está abaixo dos 6 anos de idade. It is located 25 miles from Erode